# پیر مانیه
پیر مانیه (فرانسوی: Pierre Magnier‎; زاده ۲۲ فوریهٔ ۱۸۶۹ – درگذشته ۱۵ اکتبر ۱۹۵۹) هنرپیشه اهل فرانسه بود.
از فیلم‌ها یا برنامه‌های تلویزیونی که وی در آن نقش داشته‌است می‌توان به قاعده بازی، آب‌سنگ‌های مرجانی، چرخ، و بانوی قاتل اشاره کرد.